# Dolinka (Krasnoperekopsk)
|  | Per a altres significats, vegeu «Dolinka». |

Dolinka (en (ucraïnès): Долинка) és un poble de la República Autònoma de Crimea a Ucraïna, que el 2014 tenia 582 habitants. Pertany al districte rural de Krasnoperekopsk.